# Icthyophaga
Ichthyophaga és un gènere d'ocells rapinyaires de la família dels accipítrids (Accipitridae), propi del sud-est asiàtic, des del subcontinent indi fins a l'illa de Sulawesi.
Normalment habiten en grans àrees d'aigua dolça, però de vegades també a estuaris i zones costaneres. Properes filogenèticament als pigargs del gènere Haliaeetus, tenen una grandària similar a les espècies més petites d'aquest gènere.
Tenen similar coloració al plomatge, amb cap gris, ales marró grisenc i ventre i potes blanques. Les dues espècies que formen el gènere es diferencien en el color de la cua, marró I. humilis i blanca amb banda terminal negra I. ichthyaetus.

## Taxonomia
S'han descrit dues espècies en aquest gènere:
- Pigarg petit (Ichthyophaga humilis).
- Pigarg capgrís (Ichthyophaga ichthyaetus).

Tanmateix, altres obres taxonòmiques, com la llista mundial d'ocells del Congrés Ornitològic Internacional (versió 12.2, juliol 2022) no reconeixen aquest gènere i consideren que les 2 espècies anteriors pertanyen al gènere Haliaeetus. La decisió es prengué en base a un estudi molecular de 2005, on es va trobar que el gènere Haliaeetus és parafilètic i subsumeix Ichthyophaga.
Tanmateix, altres obres taxonòmiques, com el Handook of the Birds of the World i la quarta versió de la BirdLife International Checklist of the birds of the world (Desembre 2019), encara reconèixen Icthyophaga com un gènere vigent.